# Listen (Beyoncé)
Listen è un singolo della cantante statunitense Beyoncé, pubblicato il 29 gennaio 2007. È contenuto nella colonna sonora del film Dreamgirls e come ghost track nell'edizione internazionale dell'album della cantante B'Day.
Listen è stata candidata all'Oscar alla miglior canzone originale, oltre che nella rispettiva categoria aiGolden Globe e ai Satellite Award., vincendo il Critics' Choice Award alla miglior canzone.

## Descrizione
La musica di Listen è stata scritta da Henry Krieger insieme a Scott Cutler e alla Knowles, mentre Anne Preven ha scritto il testo. La canzone è una delle poche ad essere stata scritta appositamente per il film e non era presente nell'opera teatrale del 1981 da cui è stata tratta la pellicola, voluta appositamente dal regista del film Bill Condon.

## Video musicale
Esistono tre versioni del video di Listen.
La prima versione è stata trasmessa in anteprima su MTV il 29 novembre ed è stata diretta da Diane Martel. Vede Beyoncé camminare dietro le quinte di un teatro mentre esegue il brano. Intanto, Deena (il personaggio della cantante) entra su un palco ad eseguire la propria performance davanti ai spettatori. Una volta arrivata sul palco, l'artista compare vestita col costume di Deena, il personaggio che interpreta nel film, e i capelli raccolti a spirale con un fermaglio. Queste scene sono inframmezzate con sequenze dell'omonimo film, soprattutto relative alle scene di Deena con il marito Curtis Taylor, Jr., e finisce con la Knowles che si mette in piedi davanti alla telecamera che si spegne con uno stacco nero di pausa.
La seconda versione del video, diretta da Matthew Rolston, vede Beyoncé in abiti moderni, cantare Listen davanti ad uno sfondo bianco. Vengono alternate alle sequenze di Beyoncé, fotografie dal film. Questa versione del video è presente anche sul DVD di Dreamgirls.
Nella terza versione del video, Beyoncé è nel mezzo di un servizio fotografico, vestita con abiti che evidentemente non la mettono a suo agio, mentre il regista la fa agghindare ed acconciare troppo. Infatti verso la fine del video, la cantante finalmente si spoglia da tutti gli accessori e gli abiti che aveva addosso, sale sul tetto dello studio e finisce la canzone. L'ultima scena la inquadra mentre guarda verso lo spettatore con il vestito nero, e poggia la mano destra sul fianco mentre l'obiettivo inizia ad allontanarsi.

## Tracce

### Download digitale
Testi di Anne Preven, musiche di Henry Krieger, Scott Cutler, Beyoncé Knowles.
1. Listen – 3:40

### EP
1. Listen – 3:40
2. Irreplaceable (DJ Speedy Remix) – 4:17
3. Oye (Listen "Spanish version") – 3:42

## Classifiche
| Classifica (2007) | Posizione più alta |
| ----------------- | ------------------ |
| Austria           | 32                 |
| Brasile           | 52                 |
| Germania          | 18                 |
| Irlanda           | 6                  |
| Polonia           | 1                  |
| Italia            | 3                  |
| Paesi Bassi       | 18                 |
| Svizzera          | 10                 |
| Regno Unito       | 8                  |
| Stati Uniti       | 61                 |

## Riconoscimenti
- Premio Oscar
  - 2007 – Candidatura alla miglior canzone originale[15]
- Golden Globe
  - 2007 – Candidatura alla migliore canzone originale[16]
- Critics' Choice Awards
  - 2007 – Miglior canzone[17]
- Satellite Award
  - 2007 – Candidatura alla miglior canzone originale[18]